# Martin Laessig
Martin Laessig (* im 19. Jahrhundert; † im 20. Jahrhundert) war ein deutscher Fußballspieler.

## Karriere

### Vereine
Laessig gehörte dem VfB Leipzig an, für den er als Stürmer in den vom Verband Mitteldeutscher Ballspiel-Vereine organisierten Meisterschaften von 1905 bis 1907 im Gau Nordwestsachsen, der regional höchsten Spielklasse, Punktspiele bestritt. 
Während seiner Vereinszugehörigkeit gewann er mit der Mannschaft vier regionale Titel und kam diesbezüglich in der Endrunde um die Deutsche Meisterschaft 1905 und 1906 insgesamt viermal zum Einsatz. Sein Debüt gab er am 22. April 1906 beim 9:1-Viertelfinalsieg über den FC Norden-Nordwest Berlin, zu dem er mit dem Treffer zum Endstand in der 90. Minute ein Tor beitrug. Ferner bestritt er das mit 3:2 gewonnene Halbfinale gegen den Berliner Fußball Club Hertha 1892 am 6. Mai und das am 27. Mai in Nürnberg ausgetragene Finale. Dank seines Mitspielers Heinrich Riso, der den 2:1-Siegtreffer in der 85. Minute gegen den 1. FC Pforzheim erzielte, wurde er erstmals Deutscher Meister. Sein letztes Endrundenspiel um die Deutsche Meisterschaft bestritt er am 12. Mai 1907 bei der 2:3-Halbfinalniederlage gegen den späteren Deutschen Meister Freiburger FC.
Von 1907 bis 1910 war er für den Hamburger FC 1888 aktiv, für den er in den vom Hamburg-Altonaer Fußball-Bund organisierten Meisterschaften in der regional höchsten Spielklasse, der A-Klasse, Punktspiele bestritt.
Von Juli bis September 1910 war er für kurze Zeit für den First Vienna FC aktiv, bevor er zum Hamburger FC 1888 zurückkehrte und für diesen bis 1912 spielte.

### Auswahl-/Nationalmannschaft
Als Spieler der Auswahlmannschaft des Norddeutschen Fußball-Verbandes nahm er am Wettbewerb um den Kronprinzenpokal teil. Nach Siegen im Viertel- und Halbfinale gewann er das am 25. Mai 1911 in Berlin ausgetragene Finale gegen die Auswahlmannschaft des Verbandes Süddeutscher Fußball-Vereine mit 4:2 n. V.

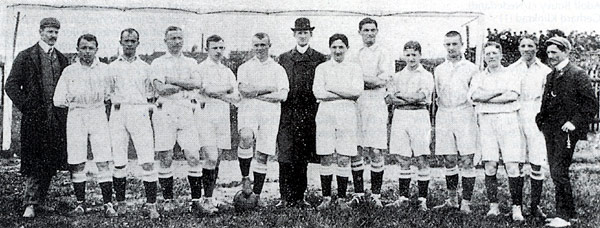
Martin Laessig (5. v. r.)
und Mitspieler des VfB Leipzig vor dem Finale 1906

## Erfolge
- Kronprinzenpokal-Sieger 1911
- Deutscher Meister 1906
- Mitteldeutscher Meister 1906, 1907
- Gaumeister Nordwestsachsen 1906, 1907